# Amlaíb skót király
Amlaíb mac Ilduilb (gael nyelven: Amhlaigh), angolul és magyarul egyszerűen Amlaíb, a 970-es évek során, valószínűleg 977-es haláláig uralkodó skót király volt. Apja Indulf király, testvére Culen néven ugyancsak király. Atyjáéhoz – és talán fivéréhez is – hasonlóan a neve óészaki vagy normann-gael eredetű. Ez utóbbi esetben óír nyelven a jelentése Olaf.
Nevét az Annals of Tigernach című évkönyvből ismerjük, amely arról tudósít, hogy megölte őt II. Kenneth skót király (Cináed mac Maíl Coluim). Neve semmilyen formában sem szerepel a királylistákon és a Békés Edgar és II. Kenneth között Chesterben lezajlott találkozó kapcsán sem hívják királynak a feljegyzések, így aztán uralkodásának hossza is ismeretlen.
Alex Woolf azt állítja, hogy Amlaíb nevének norvég eredete „...erősen valószínűsíti, hogy anyai ágon skandináv háttérrel rendelkezett és valószínűleg az Ivar dinasztia egy elágazásához tartozott... ...Lehetett akár Olaf Sihtricson northumbriai és dublini király unokája vagy II. Olaf dublini király unokatestvére”.

## Fordítás
- Ez a szócikk részben vagy egészben  az   Amlaíb of Scotland című angol Wikipédia-szócikk ezen változatának fordításán alapul.  Az eredeti cikk szerkesztőit annak laptörténete sorolja fel. Ez a jelzés csupán a megfogalmazás eredetét és a szerzői jogokat jelzi, nem szolgál a cikkben szereplő információk forrásmegjelöléseként.

| Előző uralkodó: II. Kenneth | Skócia uralkodója 973(?)–977(?) | Következő uralkodó: II. Kenneth |